# Dendronephthya tripartita
Dendronephthya tripartita är en korallart som beskrevs av Henderson 1909. Dendronephthya tripartita ingår i släktet Dendronephthya och familjen Nephtheidae. Inga underarter finns listade i Catalogue of Life.